# La Cage
«La Cage» es el sencillo debut del músico francés Jean Michel Jarre,  grabado en 1969 y publicado en 1971 por Pathé Records. El lado B es «Erosmachine».

## Historia
Aunque lo produjo en 1969, Jarre no encontró una compañía discográfica dispuesta a publicar el sencillo debido a sus sonidos experimentales y/o futuristas.
En 1971 Jarre se puso en contacto con la discográfica Pathé Marconi la única que estuvo dispuesta a asumir el riesgo de lanzar el sencillo, sin embargo, resultó ser un fracaso comercial ya que solo vendió 117 copias. Pathé Marconi destruyó las copias restantes pero conservó el mastertape de «La Cage», por lo que el tema pudo ser presentado en la recopilación Made In France en el año 1978.
Tiempo después, durante una mudanza, Jarre extravió su copia del sencillo hasta que un fan le entregó una copia como obsequio al término de un concierto.

## Reaparición
El sencillo también puede ser encontrado como un bootleg en Rarities I, un álbum recopilatorio (no oficial) de 1994. Este álbum reúne las grabaciones más inéditas o desconocidas del músico previas a la publicación de Oxygene en 1976. «Erosmachine» se utilizó como base rítmica del tema "Chronologie 2" en su álbum Chronologie de 1993.
Ambas pistas del sencillo fueron remezcladas en 2009 por el DJ francés Vitalic. Ésta remezcla se llamó La Cage (RMX Vitalic) y fue lanzado como un CD gratis con la revista francesa TRAX. Posteriormente en 2011 Jarre incluyó estos  temas y los remixes de Vitàlic en su álbum recopilatorio Essentials & Rarities.

## Lista de temas
| Lado A |                                             |       |          |  |
| N.º    | Título                                      | Autor | Duración |  |
| 1.     | «La Cage (Batería por Jean-Pierre Monleau)» | Jarre | 3:15     |  |
| 3:15   |                                             |       |          |  |

| Lado B |               |       |          |  |
| N.º    | Título        | Autor | Duración |  |
| 2.     | «Erosmachine» | Jarre | 2:56     |  |
| 2:56   |               |       |          |  |

En su única aparición en CD en Rarities 1 el orden es el mismo pero de corrido.